# Numbers (ソフトウェア)
Numbers（ナンバーズ）は、Appleが開発している、macOS / iOS / iPadOS / visionOS用の表計算ソフトである。2011年7月まで、KeynoteやPagesとともに「iWork」という商品名でDVD-ROMがパッケージ販売されていたが、2011年8月以降Mac App Store及びApp Storeで単体として配付されている。また、2013年10月22日以降のMacおよびiPhone, iPad, Apple Vision Proの新規購入者に対しては無償で提供されている。
マイクロソフトExcelなどの他の表計算ソフトウェアと異なり、1つのシートに複数の表を自由に配置できることが特徴の一つである。

## 対応言語
日本語、アラビア語、イタリア語、インドネシア語、ウクライナ語、オランダ語、カタロニア語、ギリシャ語、クロアチア語、スウェーデン語、スペイン語、スロバキア語、タイ語、チェコ語、デンマーク語、トルコ語、ドイツ語、ノルウェー語(ブークモール)、ハンガリー語、フィンランド語、フランス語、ヘブライ、ベトナム語、ポルトガル語、ポーランド語、マレー語、ルーマニア語、ロシア語、簡体中国語、繁体中国語、英語、韓国語

## 歴史
- 2007年8月7日 - iWork '08 の一部として販売開始。
- 2009年1月6日 - iWork '09 の一部として「Numbers '09(2.0)」の販売開始。
- 2010年4月3日 - iWork for iPadのラインナップの一つとして「Numbers (1.0)」の販売開始。
- 2011年5月31日 - iPad版がユニバーサルアプリケーション化し、iPhone、iPod touchにも対応。
- 2013年10月22日 - Numbers 3.0.1 リリース
- 2015年
  - 1月8日 - Numbers 3.5.2 リリース（互換：OS X Yosemite以降）
  - 4月21日 - Numbers 3.5.3 リリース
  - 10月 - iCloud版Numbers リリース[2] ベータ版から多数の機能改善と対応言語の増加がはかられている。
  - 11月11日 - Numbers 3.6.1 リリース、OS X El CapitanのSplit Viewへ対応
- 2016年
  - 5月10日 - Numbers 3.6.2 リリース
  - 9月13日 - iOS 10のリリースに合わせ全面的な刷新により新機能へ対応、以降に販売されるiPhone、iPadへの無償添付・無償アップグレードを発表し、以前のユーザへは、iOS向けNumbers 3.0（￥1,200）の販売を開始。
    - リアルタイムで共同制作（ベータ版機能）
      - Mac、iPad、iPhone、およびiCloud.com上のNumbersでほかのユーザと同時にスプレッドシートを編集
      - スプレッドシートを公開してまたは特定の人と共有
      - 同じスプレッドシートで作業しているユーザを表示
      - 編集中の参加者のカーソルを表示

    - 12.9インチiPad Proのディスプレイの利点を引き出す新しいフォーマットパネル
    - ダウンロードの改善 – 作業時にのみiCloudからスプレッドシートをダウンロード
    - Wide Gamutイメージをサポート
    - キーボード操作の強化とキーボードショートカットの追加

  - 9月20日 -  macOS Sierraのリリースに合わせNumbers 4.0 リリース。上記iOS向けNumbers 3.0同様の新機能へ対応。
  - 10月27日 - Numbers 4.0.5, iOS向けNumbers 3.0.5リリース
- 2017年
  - 3月27日 - Numbers 4.1, iOS向けNumbers 3.1リリース[3]
  - 6月13日 - Numbers 4.2, iOS向けNumbers 3.2リリース
  - 9月19日 - Numbers 4.3, iOS向けNumbers 3.3リリース
  - 11月9日 - Numbers 4.3.1, iOS向けNumbers 3.3.1リリース
- 2018年
  - 3月27日 - Numbers 5.0, iOS向けNumbers 4.0, Numbers for iCloud March 2018[2]リリース
    - iPad版でApple Pencilのサポート

  - 5月4日 - Numbers 5.0.1, iOS向けNumbers 4.0.1リリース
  - 6月15日 - Numbers 5.1, iOS向けNumbers 4.1, Numbers for iCloud June 2018[2]リリース
    - LaTexとMathML形式のサポート
    - Microsoft Excelとの互換性の強化
    - CSVとテキストファイルの読込みを改善

  - 9月17日 - Numbers 5.2, iOS向けNumbers 4.2, Numbers for iCloud September 2019[2]リリース
    - macOS Mojaveのダークモードサポート
    - スプレッドシート内で直接オーディオの録音・編集・再生をサポート

  - 11月7日 - Numbers 5.3, iOS向けNumbers 4.3リリース
- 2019年
  - 3月29日 - Numbers 6.0, iOS向けNumbers 5.0, Numbers for iCloud March 2019[2]リリース
    - シェイプやテキストボックス内の縦書き入力に対応（日本語、中国語、韓国語）
    - 共同制作などiCloud対応向上
    - Excelやカンマ区切りファイルの読込み機能改善

  - 6月25日 - macOS High Sierra向けNumbers 6.1, iOS 11向けNumbers 5.1, Numbers for iCloud June 2019[2]リリース
  - 10月1日 - Numbers 6.2, iOS向けNumbers 5.2リリース
    - 大きな表を操作するときのパフォーマンス向上
    - オーディオ、ビデオ、および描画にアクセシビリティの説明を追加
    - 書き出されたPDFのアクセシビリティが改善
    - HEVC対応
    - iOS/iPadOS 13向け機能
      - ダークモードに対応
      - iPadOSで、複数のスペースやSplit Viewに対応
      - テキスト編集やナビゲーションジェスチャに対応
      - シート全体のスクリーンショットをキャプチャでマークアップし、PDFとして簡単に共有
      - USBドライブ、外部ハード・ドライブ、またはファイルサーバのファイルへのアクセス
      - VoiceOverを使用して、グラフの音声表現を聞く
      - ハードウェアキーボードでShiftキーまたはCommandキーを押して、複数のオブジェクトを選択できる

    - 11月14日 - macOS Mojave向けNumbers 6.2.1, iOS 12向けNumbers 5.2.1リリース
- 2020年
  - 3月31日 - macOS Mojave,  iOS 12, iPadOS 13向けNumbers 10.0, Numbers for iCloud March 2020[2]リリース
  - 7月9日 - Numbers 10.1, Numbers for iCloud July 2020[2]リリース
  - 9月22日 - macOS Catalina,  iOS/ iPadOS 13.1向けNumbers 10.2, Numbers for iCloud September 2020[2]リリース
  - 11月12日 - macOS Catalina, iOS/iPadOS 13.1向けNumbers 10.3.5リリース
    - macOS Big Surに対応
    - 安定性およびパフォーマンスの向上
- 2021年
  - 1月14日 - macOS Catalina, iOS/iPadOS 13.1向けNumbers 10.3.9リリース
    - 安定性およびパフォーマンスの向上

  - 3月23日 - macOS Catalina, iOS/iPadOS 13.1向けNumbers 11.0リリース
    - メディアブラウザで、検索オプション強化、“最近の項目”、“ポートレート”、“Live Photos”などコンテンツカテゴリを追加
    - 表のセル、テキストオブジェクト、および図形に電話番号のリンクを追加可能になる
    - AppleScriptで、書類のパスワードを変更したり、パスワードで保護された書類を開くことを可能になる

  - 6月1日 - macOS Catalina, iOS/iPadOS 13.1向けNumbers 11.1リリース
    - オブジェクト（形、線、イメージ、描画、テキストボックス）から、Webページ、メールアドレス、電話番号へリンク可能に
    - “スクールワーク” AppでKeynoteにアクティビティを割り当てると、単語数や費やされた時間などの生徒の進捗状況を表示する
    - 共有スプレッドシートでのフォームの共同制作に対応

  - 9月28日 - macOS Big Sur, iOS/iPadOS 14向けNumbers 11.2、Numbers for iCloud September 2021リリース
    - ピボットテーブル、ピボットグラフ機能の追加
    - レーダーグラフ作成ツールの追加
- 2022年
  - 4月7日 - macOS Big Sur, iOS/iPadOS 14向けNumbers 12.0リリース
    - 数式、カテゴリ、非表示の値を含めず、表のセルのスナップショットをコピーする機能の追加
    - macOS Montereyのショートカットで、スプレッドシートを作成、開く、表に行を追加する機能追加
    - VoiceOverで数式を作成、自動入力でセルに入力する機能の追加

  - 6月21日 - macOS Big Sur, iOS/iPadOS 14向けNumbers 12.1リリース
    - 大きな表に行や列を挿入するときのパフォーマンス改善

  - 10月25日 - macOS Monterey, iOS/iPadOS 15向けNumbers 12.2、Numbers for iCloud October 2022リリース
    - アクティビティ表示で、共同制作プレゼンテーションの最近の変更を表示、通知
    - 新しい関数追加 BITAND、BITOR、BITXOR、BITLSHIFT、BITRSHIFT、ISOWEEKNUM、CONCAT、TEXTJOIN、SWITCH
    - 自動入力候補
    - macOS Ventura、iOS/iPadOS 16以降での機能
      - メッセージでスプレッドシートを共有、共同制作スプレッドシートからメッセージやFaceTimeができる
      - イメージの背景を自動的に削除して被写体を分離できる
      - iPadのステージマネージャでの複数スプレッドシート対応
- 2023年
  - 3月30日 - macOS Monterey 12.3, iOS/iPadOS 15.4以降向けNumbers 13.0リリース、Numbers for iCloud March 2023リリース[2]
  - 6月13日 - macOS Monterey 12.3, iOS/iPadOS 15.4以降向けNumbers 13.1リリース、Numbers for iCloud June 2023リリース[2]
    - SVG対応
    - 棒・面グラフに集計サマリーラベル表示

  - 9月21日 - macOS Ventura 13.0, iOS/iPadOS 16.0以降向けNumbers 13.2リリース
- 2024年
  - 4月2日 - macOS Ventura 13.0, iOS/iPadOS 16.0, visionOS 1.0以降向けNumbers 14.0リリース、Numbers for iCloud April 2024リリース[2]
    - Commandキーを押したままにして、離れている単語、文、段落を選択
    - ほかの人が初めて共同作業書類に参加したときに通知
    - iPhoneやiPadで撮影したHEIC写真を追加時、ファイル形式と最高品質を維持
    - 安定性の向上、パフォーマンスの改善

  - 6月10日
    - Numbers 14.1リリース
      - 英語で入力中の単語や語句を補完する予測候補のインライン表示
      - バグ修正、パフォーマンスの改善

  - 9月17日
    - macOS Sonoma 14.0, iOS 17.0/iPadOS 17.0/watchOS 10.0/visionOS 1.0以降向けNumbers 14.2、Numbers for iCloud September 2024リリース
      - iPadOSでは、Apple Pencil Proのスクイーズで、ツール、線の太さ、色を素早く切り替える
      - iOS 18、iPadOS 18では、書類ブラウザで、プレゼンテーションの作成や最近のものを見つけることが容易になる
      - バグ修正、パフォーマンスの改善

  - 12月12日
    - Numbers 14.3リリース
      - Apple Intelligenceが必須（macOS Sequoia 18.2, iOS 18.2, iPad OS 18.2が必要）の新機能追加
        - 作文ツールで、スプレッドシート内の文章を校正、書き直し、要約、および作成
        - Image Playgroundで、スプレッドシート内にオリジナルの画像を作成
        - SiriでChatGPTを使用し、スプレッドシート内容に関する質問に答えてもらう
- 2025年
  - 4月3日
    - Numbers 14.4リリース、Numbers for iCloud April 2025リリース[2]
      - LET、LAMBDA、FILTER、SORT、UNIQUEなど30以上の新しい高度な関数追加
      - スピル配列を使用して、1つの数式から複数のセルに結果を表示
      - スプレッドシート内で直接作文ツールを使用してテキストを編集（Apple IntelligenceとmacOS 15.4, iOS 18.4またはiPadOS 18.4が必要）
      - ショートカットを使用してスプレッドシートを別のフォーマットに書き出せる（macOS 15.4, iOS 18.4またはiPadOS 18.4が必要）
      - フリーボードでのコピー&ペーストの改善（macOS 15.4, iOS 18.4またはiPadOS 18.4が必要）
      - Microsoft Excelスプレッドシートを読み込んだときや書き出したときの互換性が改善